# Копру
Копру (рум. Copru) — село у повіті Клуж в Румунії. Входить до складу комуни Кетіна.
Село розташоване на відстані 308 км на північний захід від Бухареста, 47 км на схід від Клуж-Напоки.

## Населення
За даними перепису населення 2002 року у селі проживали 142 особи. Усі жителі села рідною мовою назвали румунську.
Національний склад населення села:
| Національність | Кількість осіб | Відсоток |
| -------------- | -------------- | -------- |
| румуни         | 135            | 95,1%    |
| роми           | 5              | 3,5%     |